# Kamogawa
Ne doit pas être confondu avec Kamo-gawa.
Kamogawa (鴨川市, Kamogawa-shi) est une ville de la préfecture de Chiba au Japon.

## Géographie

### Localisation
Kamogawa est située dans le sud de péninsule de Bōsō, au bord de l'océan Pacifique. 

### Démographie
En septembre 2021, la population de Kamogawa s'élevait à 31 756 habitants, répartis sur une superficie de 191,14 km2.

### Topographie
Les monts Atago et Karasuba se trouvent en partie sur le territoire de la ville. La falaise Osen Korogashi se trouve à l'extrémité est de la ville.

## Histoire

### Histoire ancienne
En 718, l’ancienne province d’Awa, où se trouve Kamogawa, est séparée de la province de Kamisoka. Cette province garde ce nom jusqu’au début de l’ère Meiji avant d’être fusionnée en 1873 pour former l’actuelle préfecture de Chiba.
Nichiren (1222-1282) est né dans le district de Kominato de Kamogawa. Son lieu de naissance est commémoré à Tanjō-ji.
En 1614 (Keichō 19), au début de la période Edo, le clan Satomi est annexé par le shogunat Tokugawa. Le territoire est divisé pour être gouverné en tenryō avec quelques portions sous le contrôle des domaines féodaux des domaines de Funagata, de Tateyama, d’Iwasuki et de Tsurumaki. Les domaines de Tōjō (1638-1690) et de Hanabusa de la période Bakumatsu étaient également situés dans les frontières modernes de Kamogawa. 

### Histoire récente
Jusqu’en 1871, au début de l’ère Meiji le domaine de Hanabusa est aboli et est érigé en préfecture.
A cette période, Kamogawa comprend tout le district de Nagasa avec deux villes, neuf villages et deux villages du district voisin d’Asai. 
En 1877, Kamogawa subit une épidémie de choléra notable. 
En 1890, toutes communes, ainsi que la ville de Kamogawa, sont intégrées au district d’Awa.
En 1927, la gare d’Awa-Kamogawa devint le terminus des lignes Sotobō et Uchibō.
La ville subit des dégâts et des décès pendant la Seconde Guerre mondiale lors des bombardements aériens des États-Unis. Kamogawa est occupée par les forces américaines après la guerre. Par la suite une réforme agraire et économique est mise en place.
En 1958, les zones côtières de Kamogawa furent intégrées au Parc quasi national de Minami Bōsō, et la ville devint une destination touristique à la suite de la création du parc. 
En 1965, le premier tournoi national de surf au Japon ce tien dans la région. Le sport a été importé par les soldats de la base navale américaine de Yokosuba. 
En octobre 1970 est ouvert le parc marin Kamogawa Seaworld. 
Le 31 mars 1971, Kamogawa est élevé au rang de ville. Elle naît de la fusion des  anciennes villes de Kamogawa, d’Emi et de Nagasa. En 1993 est créer la Surfrider Foundation Japan (SFJ).
Les années 70 et 80 sont une période de changement et de modernisation pour la ville. En juillet 1972, la ligne Sotobō est électrifiée. En mars 1973, le contournement routier de Kamogawa est créé et en mars 1980 celui de Tianjin. En 1982 un musée local est ouvert, en 1986 c’est le parc sportif d’Ichisen qui ouvre. 
Le 11 février 2005, le bourg d'Amatsukominato (district d'Awa) a été intégré à Kamogawa.

## Culture locale et patrimoine
- Kyōnin-ji
- Seichō-ji
- Tanjō-ji

## Jumelages
Kamogawa est jumelée avec la ville de Manitowoc (Wisconsin, aux États-Unis) depuis le 8 novembre 1993.

## Transports
Kamogawa est desservie par les routes :
- route nationale 128 (国道128号?) ;
- route nationale 410 (国道410号?).

La ville est desservie par les lignes Sotobō et Uchibō de la JR East. La gare d'Awa-Kamogawa est la principale gare de la ville.

## Éducation
- Université Kameda des sciences de la santé
- Université internationale Josai - Campus d'Awa
- Lycée Nagasa de la préfecture de Chiba
- Lycée Kamogawa Reitoku
- Lycée municipal de Kamogawa Kamogawa

## Lieux touristiques
- Temple Ōyama Fudōson[4] - Secte Shingon-shū Chizan-ha
- Ancienne résidence de la famille Mizuta - Lieu de naissance Mikio Mizuta
- Ruine du château Yamanojo
- Kamogawa Seaworld
- Île de Niemon

## Personnalités célèbres
- Hayama Ryoji - acteur
- Keitaro Kondo - écrivain
- Nanami Kameda - actrice
- Shizue Takanashi - mangaka
- Yoshiharu Tsuge - mangaka
- Yuka Murayama - écrivaine
- Yuko Hatakeyama